# Står upp av synden med all flit
Står upp av synden med all flit är en svensk psalm av Sigfridus Aronus Forsius.

## Publicerad i
- Den svenska psalmboken 1694 som nummer 238 under rubriken "Psalmer öfwer Några Söndags Evangelier".[2]
- 1695 års psalmbok som nummer 207 under rubriken "Psalmer Öfwer några Söndags Evangelier".[1]